# Jaak Gabriëls
 (mai 2022).
Si vous disposez d'ouvrages ou d'articles de référence ou si vous connaissez des sites web de qualité traitant du thème abordé ici, merci de compléter l'article en donnant les références utiles à sa vérifiabilité et en les liant à la section « Notes et références ».
Petrus Josephus Jacobus Gabriëls, dit Jaak Gabriëls, né à Bree le 22 septembre 1943 et mort le 8 avril 2024, est un homme politique belge flamand pour les libéraux flamands.

## Biographie
Jaak Gabriels est licencié en philologie et Lettres.
Il fut président de la Volksunie de 1986 à 1992. Il passa en 1992 aux libéraux flamands.
En 2004, il fut nommé ministre d'État et chevalier de l'Ordre de Léopold.
Bourgmestre de Bree depuis 1977, il perd le mayorat de la ville en 2012 quand le CD&V rompt l'accord électoral conclu précédemment.
Il est mis en cause dans une affaire de corruption relative à la gestion de la ville de Bree par l'Open Vld. Celui-ci y avait organisé un système de fausses factures et détourné à son avantage des dizaines de milliers d'euros d'argent public. S'il juge que les « allégations faites dans les médias » sont « fondamentalement incorrectes et même techniquement impossibles », il déclare tout de même le 21 aout 2018 se retirer de la politique.

## Mandats
- 1974-1977 Conseiller provincial au Limbourg
- 1977-2012 Bourgmestre de Bree
- 1977-1995 Député à la Chambre fédérale belge
- 1980-1995 Membre du Conseil flamand
- 1986-1992 Président de la Volksunie
- 1995-1999 Membre du parlement flamand
- 1999-2001 Ministre belge de l'Agriculture et des Classes Moyennes
- 2001-2003 Ministre flamand de l'économie, du commerce extérieur et du logement
- 2003-2009 Député flamand